# Кривле-Илюшкинский сельсовет
Кривле-Илюшкинский сельсовет — муниципальное образование в Куюргазинском районе Башкортостана.
Административный центр — село Кривле-Илюшкино.

## История
Согласно Закону о границах, статусе и административных центрах муниципальных образований в Республике Башкортостан имеет статус сельского поселения.

## Население
| 2002  | 2009  | 2010  | 2012  | 2013  | 2014  | 2015  |
| ----- | ----- | ----- | ----- | ----- | ----- | ----- |
| 1568  | ↗1619 | ↘1523 | ↘1491 | ↘1448 | ↘1413 | ↘1403 |
| 2016  | 2017  | 2018  |       |       |       |       |
| ↘1365 | ↘1344 | ↘1330 |       |       |       |       |

## Состав сельского поселения
| №  | Населённый пункт  | Тип населённого пункта       | Население |
| -- | ----------------- | ---------------------------- | --------- |
| 1  | Кривле-Илюшкино   | село, административный центр | ↗678      |
| 2  | Павловка          | деревня                      | ↘235      |
| 3  | Кинзябаево        | деревня                      | ↘233      |
| 4  | Арслано-Амекачево | деревня                      | ↘159      |
| 5  | Знаменка          | деревня                      | ↘88       |
| 6  | Новоямашево       | деревня                      | ↘71       |
| 7  | Новотроицкая      | деревня                      | ↘38       |
| 8  | Кузнецовский      | хутор                        | ↘10       |
| 9  | Суракаево         | хутор                        | ↗5        |
| 10 | Александровский   | хутор                        | ↗3        |
| 11 | Новомихайловка    | деревня                      | ↘2        |
| 12 | Новоядгаровская   | деревня                      | ↘1        |

## Известные уроженцы
- Ганиева, Тамара Ахметшарифовна (род. 25 января 1951) — башкирская поэтесса, переводчик, драматург, заслуженный работник культуры РБ (1993), член Союза писателей БАССР (1986), лауреат премий Р. Гарипова (1998), имени Ф. Карима (2004)[12].
- Сахаутдинов, Венер Газизович (род. 1 января 1939) — хирург, член-корреспондент АН РБ (1995), доктор медицинских наук (1975), профессор (1975), заслуженный деятель науки РФ (1990), заслуженный деятель науки БАССР (1983), заслуженный врач РБ (1993), изобретатель СССР, отличник здравоохранения России (1991)[13].